# Villenave
Villenave (okzitanisch: Vilanava) ist eine französische Gemeinde mit 313 Einwohnern (Stand: 1. Januar 2022) im Département Landes der Region Aquitanien. Sie gehört zum Arrondissement Dax und zum Kanton Pays Morcenais Tarusate.

## Geografie
Die Gemeinde Villenave liegt am Fluss Bès im Südwesten der Landes de Gascogne, dem größten Waldgebiet Westeuropas, etwa 34 Kilometer nordöstlich von Dax, etwa 26 Kilometer westnordwestlich von Mont-de-Marsan und 45 Kilometer östlich der Atlantikküste. Umgeben wird Villenave von den Nachbargemeinden Morcenx-la-Nouvelle im Nordwesten und Norden, Arengosse im Norden, Ygos-Saint-Saturnin im Nordosten, Ousse-Suzan im Osten und Südosten, Beylongue im Süden sowie Rion-des-Landes im Südwesten und Westen. Im Nordwesten hat die Gemeinde Villenave einen Anteil am seenreichen Naturschutzgebiet (Réserve Nationale) „Chasse et Faune Sauvage“ mit den größeren Seen Lac d’Armayans und Lac des Agréous (teilweise).

## Bevölkerungsentwicklung
| Jahr                       | 1962 | 1968 | 1975 | 1982 | 1990 | 1999 | 2006 | 2013 | 2021 |
| -------------------------- | ---- | ---- | ---- | ---- | ---- | ---- | ---- | ---- | ---- |
| Einwohner                  | 342  | 397  | 326  | 289  | 273  | 254  | 243  | 286  | 310  |
| Quellen: Cassini und INSEE |      |      |      |      |      |      |      |      |      |

## Sehenswürdigkeiten

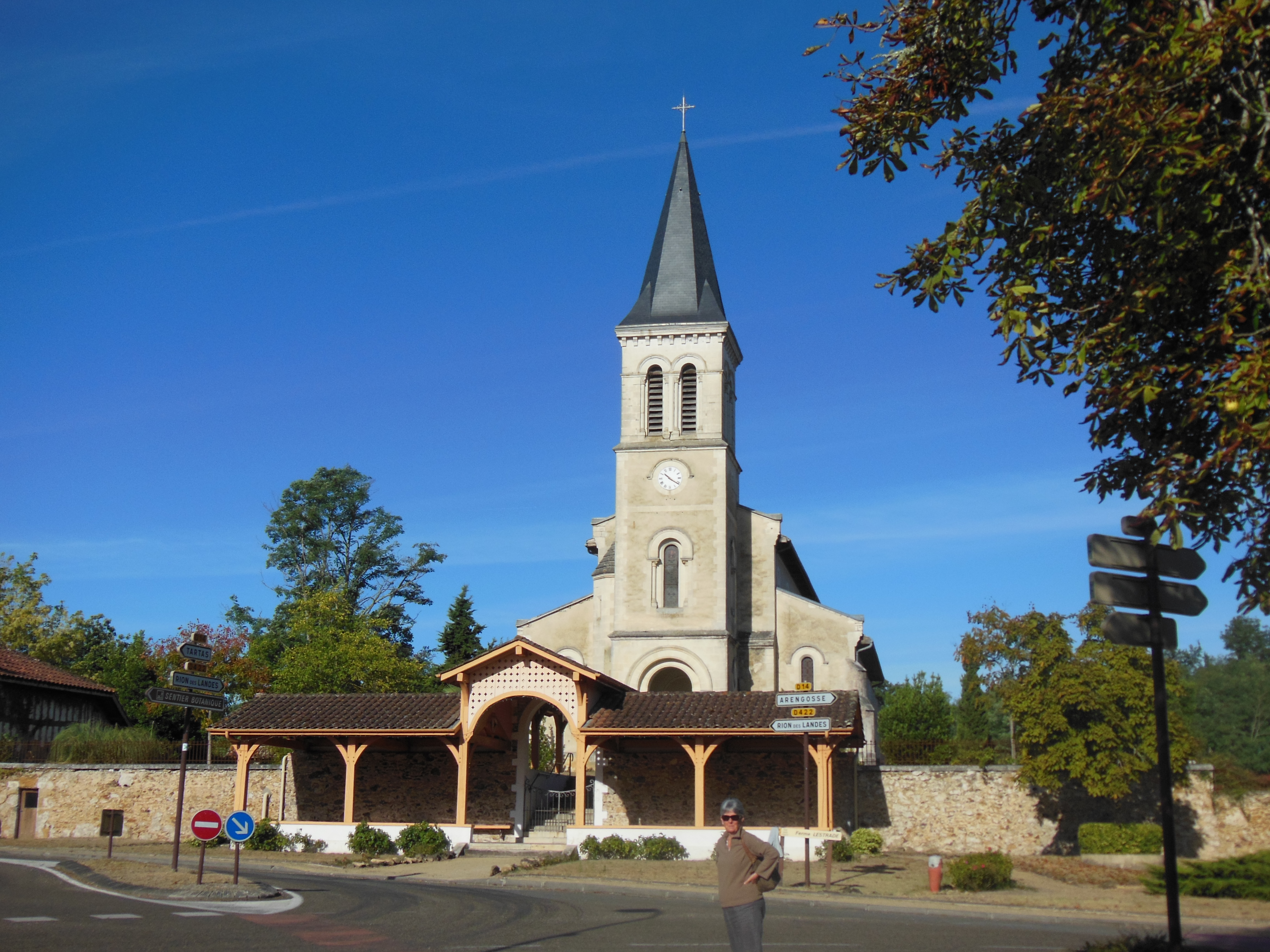
Kirche Saint-Sever

- Kirche Saint-Sever